# Ștefan cel Mare (gmina w okręgu Ardżesz)
Ștefan cel Mare – gmina w Rumunii, w okręgu Ardżesz. Obejmuje miejscowości Glavacioc i Ștefan cel Mare. W 2011 roku liczyła 2443 mieszkańców.